# Kråkrevet (Småskär)
Kråkrevet is een Zweeds eiland behorend tot de Lule-archipel. Het eiland ligt 600 meter ten zuiden van Småskär in de Botnische Golf. Het heeft geen vaste oeververbinding en is onbebouwd.